# Каподьечи, Пьетро
Пьетро Каподьечи (итал. Pietro Capodieci, род. 28 августа 1933, Рим) — итальянский трубач, контрабасист и скрипичный мастер.

## Биография
Пьетро Каподьечи родился в Риме в 1933 году в семье музыкантов. Учился игре на трубе в Национальной академии Святой Цецилии у профессора Реджинальдо Каффарелли. Вместе с ним по классу трубы занимался Эннио Морриконе, будущий композитор. Свою музыкальную карьеру Каподьечи начал в качестве трубача. Он участвовал в джаз-бандах и ансамблях легкой музыки, а также принимал участие в съемках и записях саундтреков двадцати фильмов, среди которых «Сладкая жизнь» Федерико Феллини, «Бурная ночь» Мауро Болоньини, «Римские каникулы» Уильяма Уайлера и «Семь холмов Рима» Арта Кона. Позже Каподьечи учился игре на контрабасе у Тито Бартоли, а впоследствии совершенствовался у Массимо Амфитеатрова и у первого виолончелиста оркестра RAI Джузеппе Сельми. Получив диплом контрабасиста в Академии Святой Цецилии, Каподьечи с 1971 г. работал в оркестре Римской оперы.
Интерес Каподьечи к изготовлению скрипок начался в юности, когда его отец, скрипач Франческо Каподьечи, привел его в мастерскую к скрипичному мастеру Родольфу Фреди. Под руководством Фреди юный Каподьечи изучал различные техники изготовления и отделки скрипок. Впоследствии, работая в этой области, он получил международное признание.

## Специальная исполнительская техника
Как исполнитель на контрабасе и виолончели, Каподьечи развил технику исполнения parlato (имитации речи). Его способность передавать при помощи струнных смычковых инструментов слова и даже словосочетания (в частности, паганиниевской buona sera), сделало его известным среди итальянских музыкантов.